# فهرست دیپلمات‌های ارشد ایران در اسرائیل

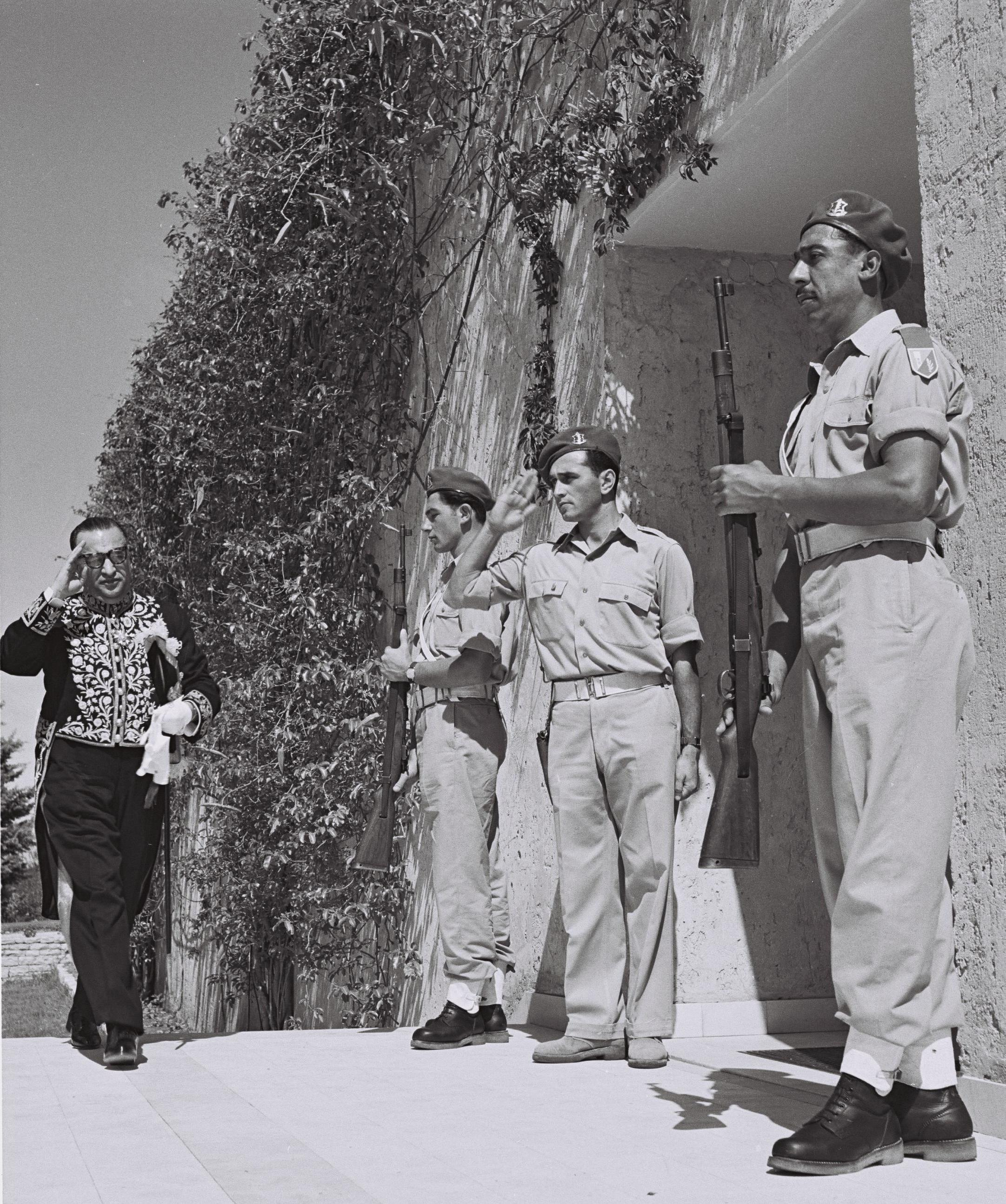
رضا صفی‌نیا، نماینده ویژه ایران در اسرائیل، در حال ورود به خانه شخصی حییم وایزمن، رئیس‌جمهور اسرائیل در شهر رخووت، روز استقلال اسرائیل در سال ۱۹۵۰

فهرست دیپلمات‌های ارشد ایران در اسرائیل به سفرای نمایندگی تجاری ایران در تل‌آویو اشاره دارد. این میسیون در اختیار هیئت دیپلماتیک ایران قرار داشت و در جهت تحکیم روابط ایران و اسرائیل می‌کوشید.
- رضا صفی‌نیا تا کمی پیش از کودتای ۲۸ مرداد ۱۳۳۲
- ابراهیم تیموری تا آبان ۱۳۴۲
- میرصادق صدریه از آبان ۱۳۴۲ تا ؟
- مرتضی مرتضایی از فروردین ۱۳۵۴  تا آذر ۱۳۵۷
- ناصر رسولیان، کاردار موقت از آذر ۱۳۵۷  تا بهمن ۱۳۵۷